# Louis-Pierre Anquetil

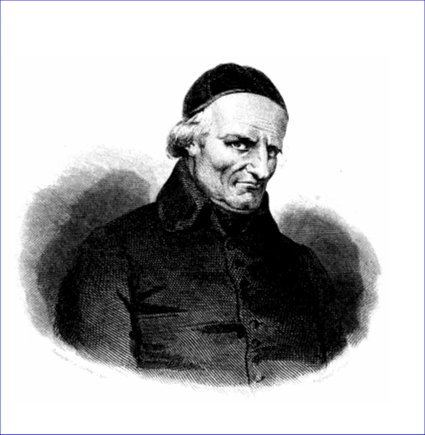
Louis-Pierre Anquetil

Louis-Pierre Anquetil, född 21 februari 1723 och död 6 september 1806, var en fransk historiker.
Under Napoleon I var han underställd utrikesdepartementets arkiv. Hans huvudverk är Histoire de France depuis les gaules jusqu'à la fin del la monarchie (14 band, 1805), sträckande sig till 1805, men har i senare utgåvor i nya upplagor och av andra författare fortsatts.